# Koníček mořský
Koníček mořský či také koníček mořský skvrnitý (Hippocampus guttulatus Cuvier, 1829) je druh mořské ryby z čeledi jehlovitých, která je známá svým netypickým tvarem těla a hlavy, jež částečně připomíná hlavu koně. Jde o malou rybku o velikosti okolo 15 cm, která žije v oblasti severovýchodního Atlantského oceánu.
Vyskytuje se převážně u dna, kde pomocí chápavého ocasu žije přichycena k řasám či rostlinám a rypcem nasává vodu, z níž filtruje potravu v podobě drobných korýšů a planktonu.

## Názvy
Koníček mořský se příležitostně česky označuje také jako koník mořský, či koníček skvrnitý. Ve vědeckém názvosloví existuje několik synonymních pojmenování:
- Hippocampus guttulatus multiannularis Ginsburg, 1937
- Hippocampus hippocampus microcoronatus Slastenenko, 1938
- Hippocampus hippocampus microstephanus Slastenenko, 1937
- Hippocampus longirostris Schinz, 1822
- Hippocampus ramulosus Leach, 1814[2]

## Popis
Koníček mořský je malá ryba s netypickým tvarem těla, jehož velikost se obvykle pohybuje okolo 15 cm. Druh jeví pohlavní dimorfismus, kdy samec dosahuje maximálně 16 cm a samice až 18 cm. Současně se liší i vzhledově. Samec má delší ocas a v přední části břicha břišní vak, ve kterém přechovává plůdek. Tělo je esovitě prohnuté v oblasti krku a začátku ocasu pod tělem. Na vrcholku těla je umístěna hlava, která připomíná koňskou hlavu. Z ní vystupuje značně protáhlý rypec, na jehož konci se nacházejí drobná ústa. Za rypcem je umístěna dvojice malých očí, které se mohou pohybovat do stran nezávisle na sobě, čímž zajišťují širší zorné pole. Povrch těla je pokryt kostěnými destičkami, kterých je obvykle 48 až 50. Na hlavě a na hřbetě se nacházejí drobné tvrdé výrůstky.
V hřbetní ploutvi se nachází 18 až 21 ploutevních paprsků, v řitní 4 až 5 a prsní ploutve jsou vyztuženy 15 až 16 paprsky.
Tělo má nejčastěji zelenou až nahnědlou barvu, která se mění na hranici jednotlivých kostěných štítků, kde se mohou objevovat malé bílé tečky. Oproti jiným druhům ryb má koníček chápavý ocas. Ten mu umožňuje přichytit se na rostlinu či skalní podloží.

### Pohyb
Koníček mořský se pohybuje pomocí kmitání hřbetní ploutve. Po většinu doby ale stojí nehybně ve vodě přichycen u dna pomocí chápavého ocasu za řasy, rostliny či menší kameny. Při pohybu neplave jako ostatní ryby hlavou napřed, ale jeho pohyb je vzpřímený.

## Rozšíření
Oblast výskytu zahrnuje severovýchodní Atlantik od pobřeží Irska, přes jižní část Severního moře, pobřeží severní Afriky, většinu oblastí Středozemního moře a zasahuje až do Černého moře. Současně je možné se s koníčkem mořským setkat v oblasti Kanárských ostrovů a Madeiry. Dle zeměpisných souřadnic se dá jeho oblast výskytu ohraničit 20° až 63° severní šířky a 32° západní délky až 36° východní délky.
Vyskytuje se převážně v mělkých vodách, kde je dno pokryto rostlinami a řasami, za které se může přichytit. Maximální pozorovaná hloubka, ve které se koníček nacházel, byla 12 metrů. V zimě se často uchyluje do hlubších vod s kamenitým podložím.

## Potrava
Koníček přijímá potravu ústy umístěnými na konci vystouplého rypce, kdy je s jeho pomocí nasávána potrava do ústní dutiny. Jedná se převážně o drobné korýše, řasy a plankton, který se volně vznáší ve vodě nebo u dna.

## Rozmnožování
Odhaduje se, že pohlavní dospělost nastává přibližně v době, kdy koníček měří 10 cm. Koníček se tře v období od května do června (jiný zdroj uvádí od března do října), kdy dojde k výběru partnera. Samička následně naklade vajíčka o velikosti 2 mm do břišního vaku samce, který po dobu tří až pěti týdnů chová zárodky uvnitř. Po této době se líhnou zcela vyvinutá mláďata o velikosti 12 mm, která dorůstají do dospělosti ve volné vodě.
Sameček mořského koníka může během léta až 4× vrhnout po 300 až 700 mladých.

## Hospodářský význam
Koníček není pro svou velikost loven pro maso, ale jeho význam je v akvaristice, kde je často chován. Současně se jeho tělo suší a prodává jako turistický suvenýr v oblastech, kde žije.

### Ohrožení
Na území Francie a Portugalska je koníček mořský umístěn v Červené knize.